# The Jackie Robinson Story
Pour plus de détails, voir Fiche technique et Distribution.
The Jackie Robinson Story est un film américain d'Alfred E. Green sorti en 1950. Jackie Robinson y joue son propre rôle dans une reconstitution de son arrivée en Ligue majeure de baseball.

## Synopsis
Film biographique consacré à l'arrivée de Jackie Robinson en Ligue majeure de baseball. Jackie est le premier joueur noir à évoluer à ce niveau depuis 60 ans à la suite de la politique de ségrégation mise en place dans le baseball depuis 1887.

## Fiche technique
- Producteur : William Hoseph Heineman
- Genre : Drame
- Date de sortie : 1950

## Distribution
- Jackie Robinson : dans son propre rôle
- Ruby Dee : Rachel Robinson
- Minor Watson : Branch Rickey
- Louise Beavers : la mère de Jackie
- Joel Fluellen : Mack Robinson
- Richard Lane : le manager de Montréal
- Pat Flaherty : Karpen, lanceur des Dodgers
- Larry McGrath : l'arbitre
- Harry Shannon : Frank Shaughnessy, directeur des Dodgers
- Roy Glenn (non crédité) : M. Gaines, avocat

## Galerie

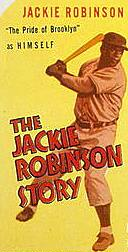
Carte promotionnelle du film
- Le film complet

## Autour du film
- Lawrence Taylor rédige dès 1948 un scénario sur les débuts de Robinson en Ligue majeure, mais ce projet est repoussé par les studios. Deux d'entre eux sont intéressés par les grandes lignes du scénario, mais veulent remplacer Jackie par un joueur blanc !  À la fin de l'année 1949, Taylor trouve un partenaire, William Joseph Heineman qui réunissant 300 000 dollars pour monter son film, qui sera par le fait même un film à petit budget. Il s'agira d'un film à petit budget tourné en moins d'un mois, en février 1950. Jackie accepte de tenir son propre rôle moyennant un intéressement sur les recettes[1].
- Le film est présenté à New York le 16 mai 1950. Il connaît un bon succès au box-office et chez les critiques. Les résultats enregistrés à New York (Brooklyn inclus), Boston et Washington sont assez moyens mais ils sont largement compensés par les entrées comptabilisées à Chicago, Détroit, en Californie et au Canada, notamment[2].
- La version originale est proposée en noir et blanc. Depuis le 19 avril 2005, une version colorisée est disponible.